# Pukë (huyện)
Pukë là một quận thuộc hạt Shkodër, Albania. Quận này có diện tích 1034 km² và dân số năm 2002 là 34454 người, mật độ 33 người/km².